# 史召乡
史召乡，是中华人民共和国河北省邢台市南和区下辖的一个乡镇级行政单位。

## 行政区划
史召乡下辖以下地区：
梁牌村、胡佃村、八角寨村、白庄村、果寨一村、果寨二村、果寨三村、果寨四村、果寨五村、东林村、高牌村、胡牌村、李牌村、史召桥村、史召西高庄村、南高张村、南高李村、北高一村、北高二村、北高三村、北高四村和北高五村。